# Mind and Life Institute

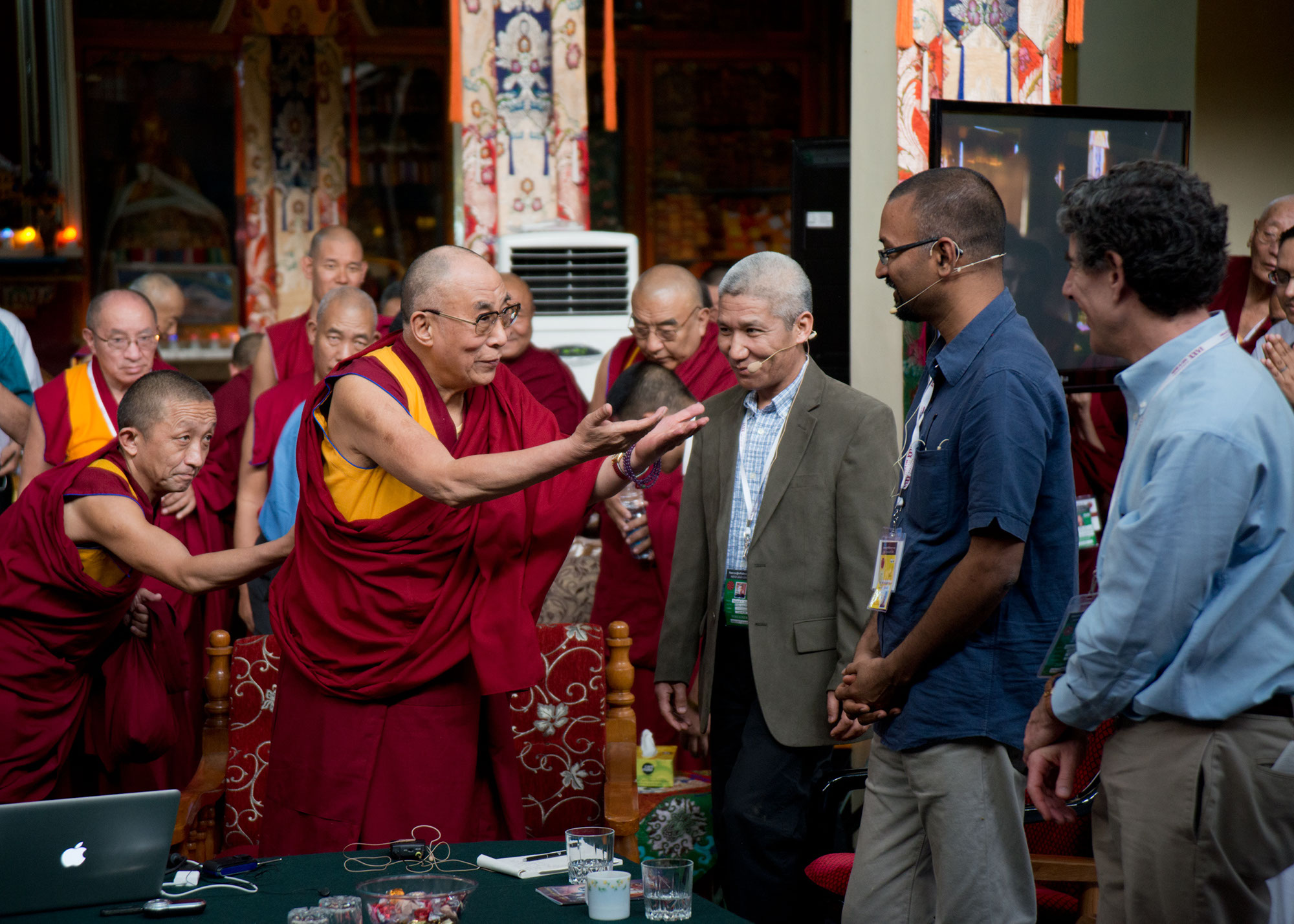
Der 14. Dalai Lama mit Rajesh Kasturirangan und Richard Davidson bei einer Konferenz des Mind&Life Institute

Das Mind and Life Institute ist eine nicht profitorientierte Organisation mit Sitz in Charlottesville, Virginia (USA).
Das Institut entstand aus einer Reihe von interkulturellen Dialogen zwischen dem 14. Dalai Lama Tendzin Gyatsho und Wissenschaftlern verschiedener Forschungsgebiete und Nationalitäten. Ziel der Organisation ist es, einen Dialog zwischen moderner Wissenschaft und Buddhismus zu fördern, um die Möglichkeiten und Einsichten, die sich aus einem solchen Dialog ergeben können, zu erforschen.

## Beginn
Der erste der Mind-and-Life-Dialoge fand auf Initiative von Adam Engle, Michael Sautman, Francisco Varela und Tendzin Choegyal – dem jüngeren Bruder des 14. Dalai Lama – 1987 in Dharamsala statt. Die beteiligten Wissenschaftler halten hierbei in ihrer jeweiligen Landessprache ein Referat über ihr jeweiliges Fachgebiet, das – wenn nötig – von zwei anwesenden Übersetzern in die tibetische Sprache übersetzt wird. Anschließend gibt es eine Diskussion. Die Dialoge werden auf Video und Tonband aufgenommen, transkribiert und veröffentlicht. Aufgrund des Erfolges und des gegenseitigen Interesses, das sich bei dem ersten dieser Dialoge herausstellte, wurde 1990 offiziell das Mind and Life Institute gegründet, um in regelmäßigen Abständen weitere solcher Treffen zu organisieren und die Dialoge zu veröffentlichen.

## Themen und Wissenschaftler des ersten Dialogs
- Für philosophische Sichtweisen des tibetischen Vajrayana und Altruismus – Tendzin Gyatsho
- Für Physik und Wissenschaftstheorie – Jeremy W. Hayward
- Für Neurowissenschaft und Medizin – Robert Livingston
- Für Kognitionswissenschaft – Eleanor Rosch
- Für Informatik – Newcomb Greenleaf.

Die erste Veröffentlichung wurde von Jeremy W. Hayward und Francisco Varela unter dem Titel Gentle Bridges: Conversations with the Dalai Lama 1992 herausgegeben. Dieses Buch wurde ins Französische, Spanische, Japanische und Chinesische übersetzt; eine deutsche Fassung erschien unter dem Titel Gewagte Denkwege: Wissenschaftler im Gespräch mit dem Dalai Lama.
Themen und Wissenschaftler der Dialoge seit 1987 sind auf den eigenen Webseiten aufzufinden.

## Ausschuss der Direktoren
- Tendzin Gyatsho, 14. Dalai Lama (ehrenamtlicher Vorsitzender)
- R. Adam Engle (Vorsitzender und Mitgründer)
- Diana Chapman Walsh
- Richard J. Davidson
- Raymond J. Gellein
- Daniel Goleman
- Joan Halifax
- Barry Hershey
- Carolyn Jacobs
- Jon Kabat-Zinn
- Thupten Jinpa Langri
- Bennett M. Shapiro
- Tania Singer
- Aaron Stern

## Veröffentlichungen
- Mind and Life I: J. W. Hayward und Francisco Varela: Gewagte Denkwege: Wissenschaftler im Gespräch mit dem Dalai Lama. 2. Auflage. Piper Verlag,  München und Zürich 1998, ISBN 3-492-22115-7,

Oktober 1987 in den Privaträumen des Dalai Lama in Dharamsala
- Mind and Life II: Z. Houshmand, R. B. Livingston und B. A. Wallace: Consciousness at the crossroads: Conversations with the Dalai Lama on Brain Science and Buddhism. Snow Lion Publications, Ithaca 1999, ISBN 1-55939-127-8,

Oktober 1989 in Newport Beach, Kalifornien
- Mind and Life III: Daniel Goleman: Die heilende Kraft der Gefühle: Gespräche mit dem Dalai Lama über Achtsamkeit, Emotion und Gesundheit. dtv, München 1998, ISBN 3-423-36178-6,

1990 in Dharamsala
- Mind and Life IV: Francisco Varela: Schlaf, Traum und Tod. Diederichs, München 1998, ISBN 3-492-23014-8,

Oktober 1992 in Dharamsala
- Mind and Life V: R. J. Davidson und A. Harrington: Visions of Compassion: Western Scientists and Tibetan Buddhists Examine Human Nature. Oxford University Press, New York 2001, ISBN 0-19-513043-X,

2.–6. Oktober 1995 in Dharamsala
- Mind and Life VI: A. Zajonc: The New Physiks and Cosmology. Oxford University Press, New York 2003, ISBN 0-19-515994-2, :Oktober 1997
- Mind and Life VII,[3] Bericht als Titelgeschichte der Zeitschrift GEO vom Januar 1999, Wer erklärt uns die Welt

Juni 1998 in Innsbruck
- Mind and Life VIII: Daniel Goleman: Dialog mit dem Dalai Lama – Wie wir destruktive Emotionen überwinden können. dtv, München 2005, ISBN 3-423-34207-2,

März 2000 in Dharamsala
- Mind and Life XI: Anne Harrington und Arthur Zajonc: The Dalai Lama at MIT. Harvard University Press, 2006, ISBN 0-674-02319-6

September 13-14, 2003
- Mind and Life XII: Sharon Begley: Train Your Mind, Change Your Brain: How a New Science Reveals Our Extraordinary Potential to Transform Ourselves. Ballantine, Januar 2007, ISBN 978-1-4000-6390-1

October 18-22, 2004
- Mind and Life XIII: Jon Kabat-Zinn, Richard J. Davidson und Zara Houshmand: Die heilende Kraft der Meditation  Wie sich unser Geist selbst heilen kann: Ein wissenschaftlicher Dialog mit dem Dalai Lama. Arbor, Freiburg 2012, ISBN 978-3-86781-071-5

## Buchbesprechungen
- Veröffentlichung Mind and Life VIII
  - Ein Buch mit zwei Seiten - Besprechung des neuen Werkes von Daniel Goleman: Dialog mit dem Dalai Lama, Hanser Verlag, München 2003 Besprechung von Hans Gruber in Psychologie Heute, Februar 2004